# Trångfors
Trångfors is een villawijk van de stad Boden in de provincie Norrbottens län. Boden ligt in zijn geheel op de linker- / oostoever van de Lule; Trångfors ligt aan de overzijde 4 kilometer ten westen van de stad. Trångfors is genoemd naar de stroomversnelling in de rivier (Trångforsen). Het geniet enige bekendheid vanwege het feit dat in de 19e eeuw men onder andere hier begonnen is met de werkzaamheden voor het graven van het Engels Kanaal. Het resultaat is nog altijd zichtbaar ten oosten van de wijk (Kanalväg); het kanaal is nooit voltooid.
Bestuurscentrum: Boden (tätort)
Tätort: Bodträskfors · Gunnarsbyn · Harads · Sävast · Unbyn · Vittjärv
Småort: Åbergstorp · Brännberg · Bredåker · Buddbyn · Degerbäcken · Lakaträsk · Österåker · Överstbyn · Skogså · Sörbyn · Svartbjörnsbyn · Svartlå
Overig: Abramsån · Åkerholmen · Aldernäs · Alträsk · Åskogen · Brobyn · Flarken · Forsnäs · Forsträskhed · Gemträsk · Gransjö · Heden · Hundsjö · Inbyn · Lassbyn · Lombäcken · Mjedsjön · Mockträsk · Nedre Flåsjön · Norra Svartbyn · Norriån · Notträsk · Övre Flåsjön · Råbäcken · Rågraven · Rasmyran · Rödingsträsk · Rörån · Sandträsk · Skogså · Storsand · Svartbäcken · Södra Harads · Valvträsk · Vändträsk · Vibbyn
Wijk Boden: Södra Svartbyn en Trångfors